# Diskbänk

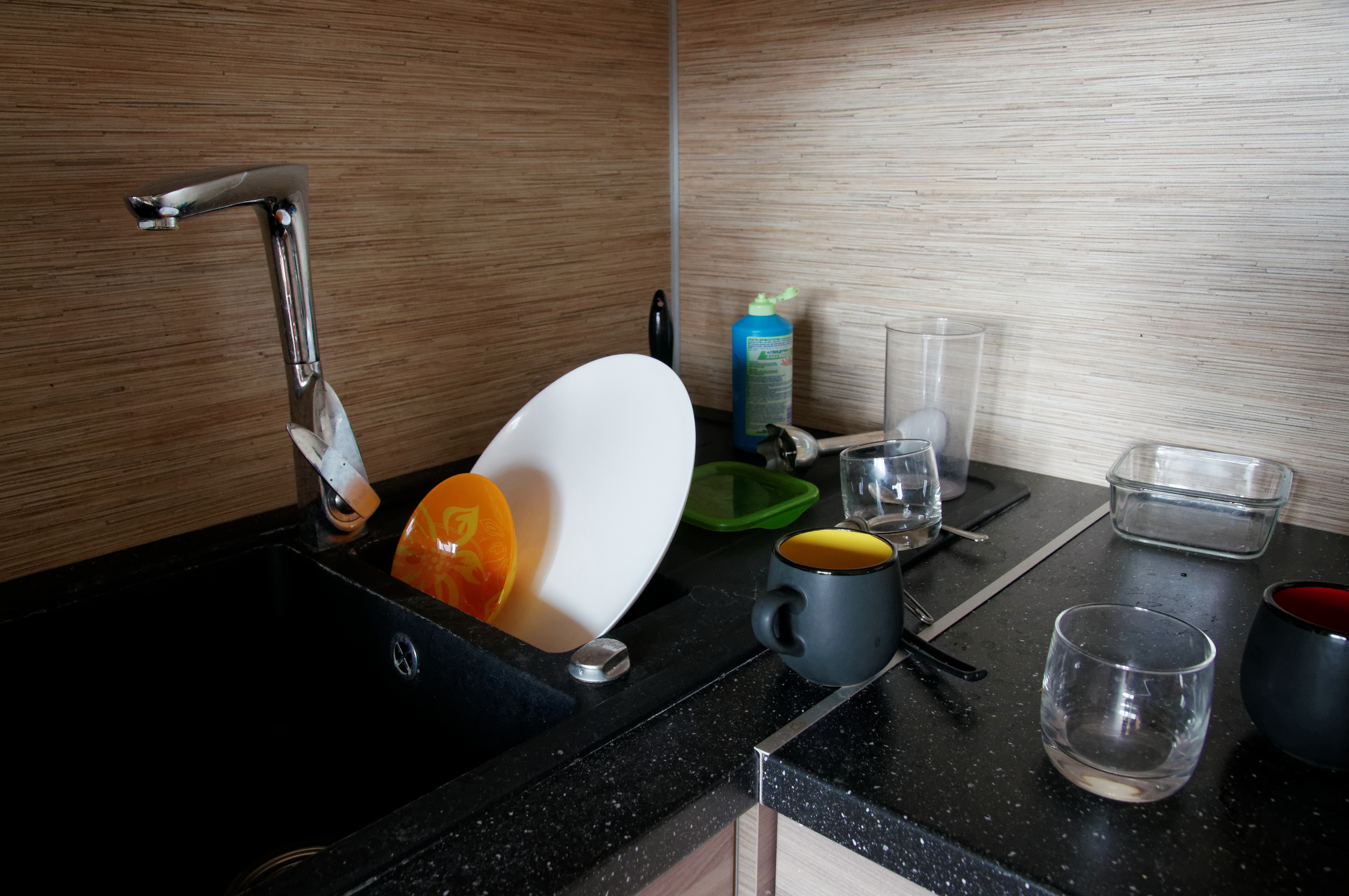
Diskbänkar och handfat finns i många olika utformningar.

Diskbänk är en bänk avsedd för att diska utrustning. Den brukar bestå av plåt i rostfritt stål och är försedd med en eller flera vattenkranar samt en eller oftast två fördjupningar som kallas för hoar – en diskho och en vask (slask). Vattenkranen finns vid hoarna. Diskbänkar finns i privata och institutionella kök. Även i tvättstugor och laboratorier kan liknande anordningar förekomma. 
Ordet syftar ursprungligen snarare på den kistbänk som diskarna förvarades. Den användes vanligen även som avställningsyta varför andra lägre köksskåp fick överta betydelsen som senare breddats.
Handdisk i en diskbänk går till så att man fyller diskhon med vatten, tillsätter diskmedel, lägger i disken i denna och avlägsnar smutsen från porslin, bestick och kokkärl med hjälp av en diskborste eller svamp. Vasken används för att sedan skölja av disken. I anslutning till diskbänken brukar det finnas förkläden, som används vid diskning för att undvika nedsmustning eller nedblötning av kläderna.
I tvättstugor används hoarna för handtvätt och blötläggning samt i laboratorier för rengöring av mätkärl och provningsutrustning.
En mer känd diskbänk finns på Mårbacka. Denna är gjord av koppar och krävde putsning efter varje användning.